# Model elektronów prawie swobodnych
Model elektronów prawie swobodnych – półklasyczny model fizycznych właściwości elektronów poruszających się prawie swobodnie przez sieć krystaliczną ciała stałego. Dobrze wyjaśnia wiele własności metali, takich jak przewodnictwo elektryczne i cieplne. Energię elektronu swobodnego w tym modelu wyraża wzór
{\displaystyle E={\frac {\hbar ^{2}k^{2}}{2m^{*}}}}
gdzie {\displaystyle m^{*}} jest masą efektywną ({\displaystyle k} oznacza liczbę falową elektronu). Masa ta może przyjmować nawet wartości ujemne, co odpowiada zjawisku odbicia elektronu od sieci krystalicznej.